# Bosque Farms, New Mexico
Bosque Farms, New Mexico (енгл. Bosque Farms) град је у америчкој савезној држави Њу Мексико.

## Демографија
По попису из 2010. године број становника је 3.904, што је 27 (-0,7%) становника мање него 2000. године.
| Група             | 2000.         | 2010.         |
| Белци             | 2.616 (66,5%) | 2.304 (59,0%) |
| Афроамериканци    | 24 (0,6%)     | 17 (0,4%)     |
| Азијати           | 8 (0,2%)      | 24 (0,6%)     |
| Хиспаноамериканци | 1.161 (29,5%) | 1.463 (37,5%) |
| Укупно            | 3.931         | 3.904         |